# Polyrhachis calypso
Polyrhachis calypso é uma espécie de formiga do gênero Polyrhachis, pertencente à subfamília Formicinae.